# 李笑好
李笑好是香港無綫電視劇集《阿旺新傳》（2005年10月至12月播映）的一個角色，由湯盈盈飾演。李笑好的相貌奇醜，滿臉雀斑而且下顎過長，但她心地善良。劇中，李笑好酷愛唱歌，但因為其貌不揚而且害怕成為觀眾焦點，所以未有發揮所長；直到由郭晉安飾演的主角丁常旺（阿旺），鼓勵李笑好參加《殘忍一叮》（戲仿《殘酷一叮》的電視歌唱比賽節目），她才作首次公開表演，唱出Twins的《下一站天后》。
李笑好的角色原本只是配角性質，但廣受香港市民歡迎；過往多數飾演狐狸精、情婦等角色的湯盈盈一時間形象大變，知名度急升，鋒頭甚至蓋過同劇第一男主角郭晉安及第一女主角宣萱。
2005年，湯盈盈憑無綫電視劇集《阿旺新傳》李笑好角色獲頒發《萬千星輝頒獎典禮2005》「最佳女配角」 ，及以配角身份勇奪全民投票《壹電視大獎2006》「十大電視藝人 - 第一位」。　

## 衍生電視節目
由於李笑好的角色廣受香港市民歡迎，無綫電視有見及此，隨後甚至製作了一些以李笑好為主角的衍生電視節目。

### 《好在你左右》
《好在你左右》是無綫電視所製作的一次性電視節目，於2005年12月17日20:15-21:15（原為20:30-21:30，因直播世貿示威於翡翠台播出，所以提早播映）由湯盈盈本人及蔡子健主持。
節目中，湯盈盈打扮成李笑好四出向市民求助。節目邀請了《阿旺新傳》的其他演員郭鋒、李家聲、譚小環、劉曉彤擔任嘉賓，估計李笑好能否成功令人幫助她的難題。另外，電視台亦邀請了臨床心理學家湯國鈞，以及堪輿學家麥玲玲。前者解釋李笑好受歡迎的因由，以及下述個案中的施助者為何會幫助李笑好；後者則以風水命理角度，預測湯盈盈的運程。
四個情景分別是：
1. 李笑好飾演一個空中服務員，正趕往機場上班，但她在中環國際金融中心突然腳痛，需尋求別人幫助，大家如何幫助她到機場？
2. 李笑好到藍田一家幼稚園擔任代課老師，她如何令小朋友聽講？
3. 李笑好到灣仔鵝頸橋街市，她需要以最少的金錢買菜，並需要與檔主議價，她在買菜可節省多少錢？
4. 李笑好在將軍澳尚德商場外，聲稱趕著到機場拍攝，可是身無分文，需向路人借錢乘計程車到機場，她可借得多少錢？

在節目的尾段，湯盈盈接受現場觀眾的詢問，大多數觀眾都表示欣賞湯盈盈在《阿旺新傳》的表演，並對她作出鼓勵和支持。

### 《笑口常開》
《笑口常開》是一個軟性時事節目，以輕鬆手法討論香港社會和娛樂新聞，另外也有李笑好在鬧市教市民講外語的環節。節目於2005年12月21日至2006年1月18日逢星期三，以及由2006年1月27日至2006年3月10日逢星期五晚上19:00-19:30於翡翠台播出。

## 花絮
2005年度，香港叱咤樂壇流行榜頒獎典禮上，司儀杜汶澤和林海峰在介紹女歌手獎三甲候選人的脫口秀環節中，揶揄容祖兒為「樂壇李笑好」，惹起容祖兒的唱片公司英皇娛樂不滿。
- 演活「李笑好」 一醜成名 （页面存档备份，存于）
- 李笑好喬裝空姐玩殘好心老外  （页面存档备份，存于）
- 季節限定 ~ 李碧華 （页面存档备份，存于）
- 緣份透支 ~ 李碧華 （页面存档备份，存于）